# Hôtel de Martigny
L’hôtel de Martigny est un édifice situé dans la ville de Nancy, dans la Meurthe-et-Moselle en région Lorraine (Grand Est).

## Situation
Le bâtiment est situé 2 rue de Guise à Nancy.

## Histoire
Cet hôtel particulier, construit au XVIe siècle, a appartenu à François de Chastenoy, écuyer et conseiller du duc de Lorraine Charles III (1545-1608).
Les façades, les toitures et la porte d'entrée y compris les vantaux en menuiserie ont une inscription au titre des monuments historiques par arrêté du 16 mai 1944.